# Nanny Matilda
Nanny Matilda (im Original Nurse Matilda) ist eine dreiteilige Kinderbuchreihe der britischen Autorin Christianna Brand. Das erste Buch erschien 1964 in England, die deutsche Erstausgabe in der Übersetzung von Jella Lepman publizierte 1966 der Atlantis Verlag unter dem Titel Matilda, die seltsame Kinderfrau. In Zusammenhang mit dem späteren Kinofilm wurde im Jahr 2005 eine neue Übersetzung von Beatrice Howeg unter dem Titel Nanny Matilda veröffentlicht. Die Bücher wurden von Edward Ardizzone illustriert.

## Bücher
Nanny Matilda ist ein (ähnlich wie Mary Poppins) magisch begabtes Kindermädchen, welches eines Abends bei der britischen Familie Brown an die Tür klopft.
Die vielen Kinder von Mr. und Mrs. Brown sind sehr frech und spielen so gerne Streiche, dass bereits unzählige Kindermädchen kündigten.
Als Nanny Matilda eintrifft, erweist sie sich als unglaublich hässliche Person, die den Kindern Benehmen beibringt, indem sie mit ihrem magischen Gehstock aufstampft, der die Kinder dazu bringt, mit ihren Dummheiten nicht mehr aufhören zu können, nur wenn sie „Bitte“ sagen.
Am Ende jedes Buches sind die Kinder artig und nett geworden, und Nanny Matilda verlässt sie wieder, da die Kinder sie jetzt nicht mehr brauchen.

## Buchausgaben
- Nanny Matilda (Nurse Matilda) 1964 erschienen, deutsche Erstausgabe 1966 (damaliger Titel: Matilda, die seltsame Kinderfrau), neue Übersetzung 2005, ISBN 3-8270-5017-0
- Nanny Matilda geht in die Stadt (Nurse Matilda goes to town) 1967 erschienen, in Deutschland  2006, ISBN 3-8270-5057-X
- Nanny Matilda fährt ans Meer (Nurse Matilda goes to hospital) 1974 erschienen, in Deutschland 2008, ISBN 3-8270-5058-8

## Verfilmung
Im Jahr 2005 kam der Film Eine zauberhafte Nanny ins Kino, welcher allerdings nur lose auf dem Buch basiert. Nanny Matilda heißt hier Nanny McPhee.
Ein zweiter Film, Eine zauberhafte Nanny – Knall auf Fall in ein neues Abenteuer, erschien 2010, jedoch hat dieser Film keinerlei Ähnlichkeit mit den Büchern.